# Keiichi Sigsawa
Keiichi Sigsawa (時雨沢 恵一?, Sigsawa Keiichi; Prefettura di Kanagawa, 1972) è uno scrittore giapponese, autore di light novel.
Ha esordito nel 2000 con Kino no tabi, opera grazie alla quale è stato uno dei finalisti al sesto Premio Dengeki Novel e che è stata poi serializzata sul Dengeki hp nel marzo dello stesso anno. "Keiichi Sigsawa" è in realtà uno pseudonimo, prendendo il nome da Keiichi Morisato (protagonista di Oh, mia dea!) e il cognome dalla azienda produttrice di armi da fuoco SIG Sauer. 

## Opere
- Kino no Tabi (2000-in corso)
  - Gakuen Kino (2006-in corso)
- Allison (2002-2004)
- Lillia to Treize (2005-2007)
- Meg to Seron (2008-2012)
- Bokusatsu tenshi Dokuro-chan desu (opera collettiva)
- Ocha ga hakobaretekuru made ni: A Book At Cafe (2010)
- Yoru ga hakobaretekuru made ni: A Book in A Bed (2010)
- Kotae ga hakobaretekuru made ni: A Book without Answers (2011)
- Danshi kōkōsei de urekko Light Novel sakka o shiteiru keredo, Toshishita no Classmate de seiyū no onnanoko ni kubi o shimerareteiru (2014)
- Sword Art Online Alternative: Gun Gale Online (2014-in corso)